# Eggesin
Eggesin est une ville allemande située dans l'arrondissement de Poméranie-Occidentale-Greifswald du Land de Mecklembourg-Poméranie-Occidentale.

## Géographie
Eggesin se situe au confluent des rivières Uecker et Randow, à quelques kilomètres au sud de la ville d'Ueckermünde.

## Quartiers
- Hoppenwalde
- Eggesiner Teerofen
- Gumnitz
- Karpin

## Histoire
La Panzerdivision Heinz Hoffmann d'Eggesin fut l'une des unités blindées les mieux dotées de l'armée nationale populaire (NVA) ; la garnison compta jusqu'à 27 000 hommes avant la réunification allemande.

## Jumelages
- Złotów (Pologne)
- Ennigerloh (Allemagne)

La commune entretient également un parrainage avec la compagnie d'état-major de la Panzergrenadierbrigade 41.

## Personnalités liées à la commune
- Ludwig von Störer (1854-1933), amiral, né au manoir de Hintzenkamp.